# Kito Junqueira
Heráclito Gomes Pizano, mais conhecido como Kito Junqueira (São Paulo, 15 de maio de 1948 — Curitiba, 23 de agosto de 2019) foi um ator e político brasileiro. No fim da década de 1980 afastou-se da atuação para dedicar-se à política, realizando apenas participações especiais durante este período até retomar a carreira em 2006.

## Biografia

### Início da carreira e posterior vida profissional
Kito Junqueira começou a carreira na antiga TV Tupi de São Paulo, em 1973, atuando na novela "As Divinas... e Maravilhosas". Na mesma emissora ainda fez outros trabalhos como "Vila do Arco", em 1975, e "Tchan, a Grande Sacada", em 1976. Em 1977 foi para a TV Globo, onde atuou em "Espelho Mágico", e, em 1978, participou de "Te Contei?". Em 1979 retorna para Tupi e participa da última novela da emissora: "Como Salvar Meu Casamento".
Já na década de 1980 foi contratado pela TV Bandeirantes, onde atuou em "Cavalo Amarelo", em 1980; "Os Adolescentes", em 1981; "Ninho da Serpente" e "O Campeão", ambas de 1982. Ainda na TV Bandeirantes, em 1983, Kito também dirigiu a novela “Maçã do Amor”, supervisionado por Roberto Talma.
Após estes trabalhos seguidos na Tv Bandeirantes, Kito Junqueira trabalhou em várias emissoras, "Vereda Tropical", em 1984, pela TV Globo; "Jogo do Amor", em 1985, pelo SBT; "Tudo ou Nada", em 1986, pela TV Manchete, "Chapadão do Bugre", em 1988, pela TV Globo; e “Pantanal", em 1990, pela TV Manchete.

### Cinema e teatro
No cinema, Kito Junqueira participou de filmes como "Eternamente Pagu", "La Lona", “Topografia de um Desnudo" e um documentário sobre a vida do jornalista Paulo Francis, seu amigo.
No Teatro, Kito atuou na peça "Bent" onde, por sua produção e atuação, Kito recebeu os prêmios Troféu APCA, Prêmio Molière e Troféu Mambembe, criado pelo Ministério da Cultura do Brasil. Ainda atuou, entre outras peças, em "O Encontro de Descartes" (Prêmio Revelação de Ator), "Falemos Sem Calça" (de Guilherme Gentile, sob a direção de Antonio Abujamra), "Não Explica Que Complica" (sob direção de Alexandre Tenório), "A Herdeira", "O Monta Cargas", "As Cinzas da Mamãe" e "O Último Encontro".

### Período pessoal difícil e a volta à carreira artística
Em 2003, o ator enfrentou problemas de depressão ao separar-se da esposa e viver um drama especial: a morte da ex-mulher, a advogada Lúcia Alvarez, mãe de sua filha Natália, que foi vítima de um sequestro relâmpago e assassinada em 23 de fevereiro de 2003; seis meses depois deste episódio, a publicitária Márcia, com quem o ator estava casado havia 15 anos, pediu a separação. Depois de um ano em depressão, Kito voltou ao trabalho em 2004, protagonizando a peça "O que Leva Bofetadas", dirigida por Antônio Abujamra.
Em 2006, depois de estar afastado da TV desde 1998, quando fez participações especiais no Você Decide e na novela "Por Amor", da Rede Globo, Kito Junqueira voltou ao vídeo no papel do político Laércio de "Cidadão Brasileiro", trama assinada por Lauro César Muniz, na TV Record. Ainda na Record, também fez participações especiais nas novelas "Vidas Opostas" e “Chamas da Vida” e apresentou o programa "Acredite se Quiser". Em 2009, Kito se destacou na série da Record, “A Lei e o Crime”, onde interpretou Ari, um inspetor policial sem escrúpulos.
Em 2008, Kito atuou na peça “Desencontros Clandestinos”, ao lado de Eliete Cigaarini.

### Vida política
Convidado pelo Partido Verde, Kito Junqueira foi eleito deputado estadual de São Paulo nas eleições de 1994 como fenômeno de votos.

### Vida pessoal
Tem uma filha, Natalia Alvarez Pizano. Cônjuge: Maria Santos Pizano. Casou-se com Maria Santos Pizano, em 2018.

### Morte
Kito morreu na madrugada de 23 de agosto de 2019 ao sofrer um infarto fulminante, em Curitiba.

## Carreira

### Apresentador
| Ano       | Título             | Emissora    |
| --------- | ------------------ | ----------- |
| 2006–2007 | Acredite se Quiser | Rede Record |

### Ator
| Ano  | Título                       | Personagem                    | Nota                               | Emissora          |
| ---- | ---------------------------- | ----------------------------- | ---------------------------------- | ----------------- |
| 1973 | As Divinas... e Maravilhosas | Doutor Cardoso                |                                    | Rede Tupi         |
| 1975 | Vila do Arco                 | Romeu "Canjica"               |                                    | Rede Tupi         |
| 1977 | Espelho Mágico               | Nestor Rey                    |                                    | Rede Globo        |
| 1978 | Te Contei?                   | João Carlos Mendonça (Joca)   |                                    | Rede Globo        |
| 1979 | Como Salvar Meu Casamento    | Melão                         |                                    | Rede Tupi         |
| 1980 | Cavalo Amarelo               | Zeca                          |                                    | Rede Bandeirantes |
| 1981 | Os Adolescentes              | Túlio                         |                                    | Rede Bandeirantes |
| 1982 | O Campeão                    | Amadeu                        |                                    | Rede Bandeirantes |
| 1982 | Ninho da Serpente            | Mateus                        |                                    | Rede Bandeirantes |
| 1984 | Vereda Tropical              | Alfredo Bertazzo (Alfredinho) |                                    | Rede Globo        |
| 1985 | Jogo do Amor                 | Fábio                         |                                    | SBT               |
| 1986 | Tudo ou Nada                 | Sampaio                       |                                    | Rede Manchete     |
| 1988 | Chapadão do Bugre            | Clodulfo                      |                                    | Rede Bandeirantes |
| 1990 | Pantanal                     | Boiadeiro                     | Episódio: "27 de março"            | Rede Manchete     |
| 1993 | Retrato de Mulher            | Gustavo                       | Episódio: "Era Uma Vez... Luciana" | Rede Globo        |
| 1994 | Você Decide                  | –                             | Episódio: "Paternidade"            | Rede Globo        |
| 1994 | Você Decide                  | –                             | Episódio: "Dor de Amor"            | Rede Globo        |
| 1996 | Você Decide                  | –                             | Episódio: "Amor à Vida"            | Rede Globo        |
| 1997 | Você Decide                  | Paulo César                   | Episódio: "Vida Secreta"           | Rede Globo        |
| 1997 | Você Decide                  | Afonso Novaes                 | Episódio: "Meu Pai"                | Rede Globo        |
| 1998 | Por Amor                     | Olavo                         | Episódios: "2–3 de fevereiro"      | Rede Globo        |
| 1998 | Você Decide                  | –                             | Episódio: "O Intruso"              | Rede Globo        |
| 1998 | Você Decide                  | –                             | Episódio: "Amor ao Próximo"        | Rede Globo        |
| 2004 | Carga Pesada                 | Valdeci                       | Episódio: "Homem não Chora"        | Rede Globo        |
| 2006 | Vidas Opostas                | Oscar                         | Episódio: "30 de novembro"         | Rede Record       |
| 2006 | Cidadão Brasileiro           | Laércio Rocha                 |                                    | Rede Record       |
| 2007 | Luz do Sol                   | Igor                          | Episódio: "23 de julho"            | Rede Record       |
| 2008 | Chamas da Vida               | Paulo Castelli                | Episódios: "23–31 de julho"        | Rede Record       |
| 2009 | A Lei e o Crime              | Ari Carvalho                  |                                    | Rede Record       |